# Astrotrichilia
Astrotrichilia es  un género botánico de árboles con 12 especies descritas y aceptadas, pertenecientes a la familia Meliaceae. Es originario de Madagascar.

## Taxonomía
El género fue descrito por (Harms) J.-F.Leroy ex T.D.Penn. & Styles y publicado en Blumea 22: 477. 1975. La especie tipo es: Astrotrichilia asterotricha (Radlk.) Cheek	

## Especies aceptadas
A continuación se brinda un listado de las especies del género Astrotrichilia aceptadas hasta enero de 2013, ordenadas alfabéticamente. Para cada una se indica el nombre binomial seguido del autor, abreviado según las convenciones y usos.
- Astrotrichilia asterotricha (Radlk.) Cheek
- Astrotrichilia diegoensis J.-F.Leroy & Lescot
- Astrotrichilia elegans J.-F.Leroy & Lescot
- Astrotrichilia elliotii (Harms) Cheek
- Astrotrichilia masoalensis J.-F.Leroy
- Astrotrichilia parvifolia J.-F.Leroy & Lescot
- Astrotrichilia procera J.-F.Leroy
- Astrotrichilia rakodomena J.-F.Leroy
- Astrotrichilia thouvenotii J.-F.Leroy
- Astrotrichilia valiandra J.-F.Leroy
- Astrotrichilia voamatata J.-F.Leroy
- Astrotrichilia zombitsyensis J.-F.Leroy & Lescot